# Habitueller Abort
Um einen habituellen Abort oder eine wiederholte Fehlgeburt bzw. rezidivierenden Spontanabort (RSA) handelt es sich ab der dritten spontanen Fehlgeburt zunächst unklarer Ursache. Habituelle Aborte treten bei ca. 1 % aller Paare mit Kinderwunsch auf, wobei sich in 40 % der Fälle keine Ursache finden lässt.

## Definition
Rezidivierende Spontanaborte (RSA) sind gemäß der WHO als drei oder mehr aufeinanderfolgende Fehlgeburten vor der 20. SSW definiert. Die American Society of Reproductive Medicine (ASRM) wiederum definiert das Vorliegen von RSA bereits bei zwei konsekutiven Aborten. Vorausgesetzt die Schwangerschaft wurde sonografisch oder histologisch nachgewiesen. Die WHO hingegen wertet bereits den biochemischen Nachweis einer Schwangerschaft mit anschließender Blutung als Fehlgeburt.
RSA können weiter in primäre (pRSA) und sekundäre (sRSA) unterteilt werden: Von einem primären habituellen Abort (pRSA) wird bei wiederholter Fehlgeburt ohne bisherige erfolgreich ausgetragene Schwangerschaft, von einem sekundären habituellen Abort (sRSA) bei einer davor erfolgreich ausgetragenen Schwangerschaft gesprochen.

## Risikofaktoren
Zu den etablierten Risikofaktoren bei RSA werden genetische Faktoren, Störungen der Gerinnung, hormonelle Veränderungen, anatomische Besonderheiten der Gebärmutter, sowie immunologische Faktoren gezählt. Anhand dieser Ursachen lassen sich jedoch nur bei circa 50 % aller Frauen mit RSA Risikofaktoren zuordnen. Die weiteren 50 % der RSA fasst man unter idiopathischen habituellen Aborten (iRSA) zusammen.

### Genetische Risikofaktoren
Embryonale chromosomale Veränderungen sind mit über 60 % die häufigste Ursache spontaner Frühaborte bei Patientinnen mit Fehlgeburten. Der Anteil an chromosomalen Auffälligkeiten sinkt jedoch mit zunehmender Anzahl an Aborten. Wurde bei einem Abort ein unauffälliges Karyogramm beim Embryo festgestellt, so besteht ein erhöhtes Wiederholungsrisiko für einen weiteren Abort. Daher sollte eine Chromosomenanalyse möglichst nach jedem Abort erwogen werden, auch da die Diagnose anderer Abortursachen bei normalem Karyotyp wahrscheinlicher wird. In einer aktuellen Studie konnte gezeigt werden, dass eine solche Untersuchung des Embryos auch mittels zellfreier fetaler DNA (cffDNA) möglich ist, auch bekannt als NIPT-Test.
Im Gegensatz zu chromosomalen Auffälligkeiten beim Fetus sind bei den Patientinnen mit RSA und deren Partner weniger häufig genetische Veränderungen festzustellen. Bei ca. 2–4 % der Paare mit RSA findet man bei einem Partner eine balancierte chromosomale Translokation, welche beim Embryo zu Trisomien oder Monosomien führen kann (60 % reziprok, 40 % Robertson’sche Translokation). Chromosomale Inversionen führen ebenfalls zu einem erhöhten Fehlgeburtsrisiko, wobei das Risiko vom Umfang der rearrangierten chromosomalen Regionen abhängt. 
Von den vielen möglichen Gründen für habituelle Aborte sind nur elterliche Chromosomenauffälligkeiten (z. B. balancierte Translokationen), das Antiphospholipid-Syndrom als einer erworbenen Thrombophilie, Gebärmutterfehlbildungen und eine Zervixschwäche allgemein anerkannt.
Als weitere Ursachen werden hormonelle Störungen (Hyperprolaktinämie, Schilddrüsenfunktionsstörungen, Gelbkörperinsuffizienz, Hyperandrogenämie sowie das PCO-Syndrom), angeborene (z. B. Faktor-V-Leiden-Mutation, Prothrombin-Mutation, Protein-S-Mangel), Autoimmunerkrankungen (Systemischer Lupus erythematodes) oder Infektionen durch Ureaplasmen, Chlamydien und Toxoplasmen angegeben. Andere infektiöse Ursachen sind eher unwahrscheinlich.
Als mögliche Erklärung wiederholter Fehlgeburten wird auch eine gestörte Interaktion des mütterlichen mit dem kindlichen Gewebe angenommen.

## Folgen

### Psychische Langzeitfolgen
Wiederholte Fehlgeburten stellen sowohl für die Mutter wie die behandelnden Ärzte eine große Belastung dar und können damit auch langfristige Auswirkungen auf das emotionale Wohlbefinden und die mentale Gesundheit haben. So kommt es bei einem Drittel der betroffenen Frauen zu einer klinisch signifikanten Depression, in 20 % zu Angstzuständen. Diese Gefühle können sich langfristig manifestieren und sogar zu langfristigen psychischen Problemen führen. Darüber hinaus können wiederholte Fehlgeburten auch das Selbstwertgefühl beeinträchtigen und zu einem Gefühl der Unzulänglichkeit oder Schuldgefühlen führen. Es ist wichtig, dass Frauen, die wiederholt Fehlgeburten erleben, Unterstützung erhalten, sei es durch professionelle Hilfe oder durch den Austausch mit anderen Frauen in ähnlichen Situationen, um ihnen zu helfen, mit den langfristigen Auswirkungen umzugehen und ihre emotionale Gesundheit zu stärken. Frustrierend ist dabei insbesondere die Tatsache, dass oft kein Grund für die Fehlgeburten angegeben und dementsprechend auch keine erfolgversprechende Behandlung angeboten werden kann.

### Körperliche Langzeitfolgen
Darüber hinaus konnte gezeigt werden, dass die langfristigen Auswirkungen wiederholter Fehlgeburten nicht nur die emotionale und mentale Gesundheit betreffen, sondern auch das Risiko für kardiovaskuläre Erkrankungen erhöhen können. Dabei stehen vor allem ein erhöhtes Risiko für Herz-Kreislaufkrankheiten, Schlaganfall und andere kardiovaskuläre Probleme im Mittelpunkt, aber auch Typ-II Diabetes ist häufiger bei Frauen, welche früher im Leben wiederholte Fehlgeburten erlebt haben. Dies legt nahe, dass die Auswirkungen von wiederholten Fehlgeburten über den reproduktiven Bereich hinausgehen und sich auf die allgemeine Gesundheit auswirken können. Die genauen Mechanismen, die dieser Assoziation zugrunde liegen, sind noch nicht vollständig verstanden, aber es wird vermutet, dass chronischer Stress, der mit wiederholten Fehlgeburten verbunden ist, das Herz-Kreislauf-System beeinflussen könnte. Zusätzlich könnten auch genetische und physiologische Faktoren eine Rolle spielen.
Es ist daher entscheidend, dass Frauen, die wiederholt Fehlgeburten erleben, nicht nur psychologische Unterstützung erhalten, sondern auch regelmäßige Untersuchungen durchführen lassen, um potenzielle körperliche Risiken zu erkennen und zu managen. Ein integrativer Ansatz, der die Betreuung durch Fachleute aus verschiedenen medizinischen Bereichen umfasst, könnte dabei helfen, die langfristigen Auswirkungen von wiederholten Fehlgeburten auf die Gesundheit der betroffenen Frauen besser zu verstehen und zu bewältigen.

## Abklärung, Therapie
Bei einem Antiphospholipidsyndrom erfolgt aufgrund der vermehrten Thromboseneigung eine Gerinnungshemmung mit Acetylsalicylsäure (ASS) und niedermolekularen Heparinen.
Bei Patientinnen mit habituellem Abort- oder Frühgeburtsneigung kann der frühe totale Muttermund-Verschluss (FTMV) die Chance, ein überlebendes Kind zu behalten, möglicherweise deutlich steigern.